# Le Livre d'esquisses
Pour les articles homonymes, voir esquisse (homonymie).
Le Livre d'esquisses (The Sketch Book of Geoffrey Crayon, Gent.) est un recueil de 34 nouvelles et essais écrits par l'auteur américain Washington Irving, publié en anglais en série de 1819 et 1820. La collection comprend les deux histoires les plus connues d'Irving, attribuées à l'historien hollandais fictif Diedrich Knickerbocker, La Légende de Sleepy Hollow et Rip Van Winkle. Il marque également la première utilisation par Irving du pseudonyme Geoffrey Crayon, qu'il continue d'employer tout au long de sa carrière littéraire.

## Contenu
- Deux mots de l’auteur et de son livre, par lui-même
- La Traversée
- Roscoe
- L’Épouse
- Rip Van Winkle
- Les Écrivains anglais et l’Amérique
- La Vie rustique en Angleterre
- Le Cœur brisé
- L’Art de faire des livres
- Le Poëte-roi
- L’Église de campagne
- La Veuve et son fils
- Un dimanche à Londres
- La Taverne de la Tête-de-Sanglier, Eastcheap
- La Mutabilité de la littérature
- Les Funérailles à la campagne
- La Cuisine d’auberge
- Le Spectre-fiancé
- L’Abbaye de Westminster
- Noël
- La Diligence
- La Nuit de Noël
- Le Jour de Noël
- Le Dîner de Noël
- Les Antiquités, à Londres
- La Petite-Bretagne
- Stratford-sur-Avon
- Traits de caractère indien
- Philippe de Pokanoket
- John Bull
- L’Orgueil du village
- Le Pêcheur à la ligne
- La Légende du Vallon endormi
- Post-Scriptum
- L’Envoi

## Éditions en français
- Essais et Croquis (The Sketch Book of Geoffrey Crayon, Gent.), 1837
- Le Livre d’esquisses, traduction par Théodore Lefebvre. Poulet-Malassis, 1862.